# サンフランシスコ・ベイ・ブルース (曲)
「サンフランシスコ・ベイ・ブルース」（"San Francisco Bay Blues"）はアメリカのフォークソングで、一般的にもっとも有名なジェシー・フラーの作品と見做されている。フラーが1954年に初めてこの曲を録音したのは World Song と呼ばれる小さなレーベル向けだった（発売は1955年）。この曲は、ランブリン・ジャック・エリオット、ボブ・ディラン、ジム・クウェスキンらによるクラブでの演奏で1960年代前半に広く人気のある曲となった。カバー演奏の録音は、ブルース・バンド、ポール・ジョーンズ、ジム・クロウチ、ウィーヴァーズ、サミー・ウォーカー、ブラザース・フォア、ダッパー・ダン、ポール・クレイトン、リッチー・ヘブンス、エリック・クラプトン、フラットランダーズ、ポール・マッカートニー、ホット・ツナ、ジャニス・ジョプリン、ジョン・レノン、ピーター・ポール&マリー、マンゴ・ジェリー、グレン・ヤーブロー、ジョージ・エリアス、フィービ・スノウ、ウェイヴ・ピクチャーズ、ハリファックス・スリー、エヴァ・キャシディなど数多くのアーティストによって行われている。カズーのソロをフィーチャーした「ワン・マン・バンド」スタイルの解釈は、フラー自身によって1962年のコンサートで録音された。この演奏はスミソニアン・フォークウェイズのコンピレーション Friends of Old Time Music に収録されている。
トピック・レコードは1959年に Working on the Railroad と呼ばれる10インチのヴァイナルLPでオリジナルのジェシー・フラーのバージョンを発売したが、これはトピック・レコードの70周年ボックスセット Three Score and Ten の1枚目のCDの6曲目に収められている。
この曲は、オリジナルのディズニー・カリフォルニア・アドベンチャーの「サンシャイン・プラザ」で演奏された数多くのカリフォルニア関連の曲の一つだった。